# Hönsgärde

Hönsgärde är en gård i Uppland, vid Storåns dalgång i Husby-Långhundra socken. Förutom gården finns det ett gammalt soldattorp och en del andra fastigheter som också heter Hönsgärde. Hönsgärde kallades 1333 för Hidhinskelf, Hidkin efter en man som platsen uppkallades efter, skelf betyder ungefär platå eller förhöjning. På 1500-talet kallades platsen för Heenskiäla. Runt 1600 blev det Hennskiela och 1631 Heenssgiärde. 1934 benämndes platsen såväl Hönn-skäle som Höns-järde.
Hönsgärde ingick i den stora mängd gårdar som donerades av Gustav II Adolf till Uppsala universitet. Avkastningen från dessa gårdar användes till att finansiera universitetet. Huvudgården ägdes av Uppsala universitet från 1600-talet fram till mitten på 1980-talet. Gården köptes då av arrendatorns familj.